# Brunfelsia clarensis
Brunfelsia clarensis är en potatisväxtart som beskrevs av Nathaniel Lord Britton och P. Wils. Brunfelsia clarensis ingår i släktet Brunfelsia och familjen potatisväxter. Inga underarter finns listade i Catalogue of Life.